# Dolichopoda hussoni
Dolichopoda hussoni är en insektsart som beskrevs av Lucien Chopard 1934. Dolichopoda hussoni ingår i släktet Dolichopoda och familjen grottvårtbitare. Inga underarter finns listade i Catalogue of Life.